# Rijksweg 44
Rijksweg 44 is een gebiedsontsluitingsweg en autosnelweg die Den Haag verbindt met de A4 bij knooppunt Burgerveen. Rijksweg 4 volgde oorspronkelijk deze route en liep van knooppunt Burgerveen tot Amsterdam over het tracé van de huidige A4.

## Geschiedenis
In 1938 kwam het deel Amsterdam – Sassenheim gereed, in 1939 was het deel tot Oegstgeest gereed en in 1966 kon tot Wassenaar worden doorgereden. Vanaf daar ging de weg verder als autoweg (N44) naar de Zuid-Hollandlaan in Den Haag.
In 1959 werd begonnen met de bouw van het deel vanaf Burgerveen, ten oosten van Leiden en Den Haag. Dit deel kwam gereed in 1961 en werd Rijksweg 4a genoemd. Vanaf 1976 is de oude Rijksweg 4 omgedoopt in A44 en Rijksweg 4a in A4.
In 2004 is de N14 (Noordelijke Randweg Den Haag) aangesloten op de N44 bij restaurant De Bijhorst. Het laatste deel van de weg is nu gebiedsontsluitingsweg binnen de bebouwde kom, met een maximumsnelheid van 70 km/h.

## Maximumsnelheid
Buiten de in Nederland geldende maximumsnelheid van 100 km/h overdag, geldt er op de gehele A44 tussen 19.00 en 06.00 uur een maximumsnelheid van 120 km/h, met uitzondering van de Kaagbrug waar de maximale snelheid 100 km/h is. Pas vlak voor Wassenaar (bij de Amerikaanse School) wordt de snelheid gereduceerd naar 100, naar 70 en ten slotte 50 km/h, alwaar de verkeerslichten het einde van de autosnelweg inluiden. Richting Den Haag gaat de weg verder als N44, hier staan twee flitspalen. Door Wassenaar heen bedraagt de maximale snelheid 70 km/h; na de afrit Duindigt is het weer 50 km/h. Dit is de bebouwde kom van Den Haag met de Benoordenhoutseweg. Vanaf de afrit Duindigt tot en met het begin van de A44 zijn er twee losse flitspalen geplaatst.

## Voorzieningen
De A44 heeft twee tankstations richting Den Haag (TotalEnergies bij afrit Sassenheim en Shell na afrit Duindigt), een Shelltankstation met autowasstraat richting Burgerveen (in de bebouwde kom van Wassenaar) en een BP-station bij Oegstgeest. Tussen Wassenaar en Leiden (nabij hectometerpaal 20,5) stond een tankstation van Mobil. 
De A44 is de eerste autosnelweg ter wereld die is voorzien van ledverlichting. Deze verlichting is in 2011 op het traject aangebracht tussen knooppunt Burgerveen (hectometerpaal 1,7) en de Kaagbrug (hectometerpaal 8,2). Daarna is het tot Leiden (hectometerpaal 17,4) onverlicht.

## Omgeving
Langs de westkant van de A44 staan enkele interessante gebouwen:

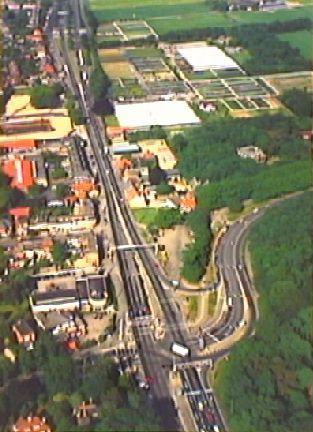
Kruising N44 met de N448 (rechts) richting Voorschoten.

- Ter hoogte van paal 12,3 staat de oude Sikkensfabriek, inmiddels onderdeel van AkzoNobel.
- Ter hoogte van paal 15,2 bevindt zich het veilingcomplex van FloraHolland in Rijnsburg.
- In Oegstgeest het museum CORPUS.
- Ter hoogte van paal 20,8 staat de Amerikaanse School in Wassenaar, verscholen achter een golvende, blauw-witte muur.

Langst de oostkant:
- In Sassenheim, tegenover de verffabriek van AkzoNobel, staat Teylingereind, een jeugddetentiecentrum.
- In Oegstgeest stonden aan de A44 (Haarlemmerstraatweg) de gebouwen van het Marine Elektronisch en Optisch Bedrijf van de Koninklijke Marine. Deze zijn al vele jaren geleden geheel gesloopt. Er komt hier een bedrijventerrein voor Oegstgeest.

De A44 is een oude snelweg en kent een aantal (optisch) smalle stukken, zoals een brug met betonnen muren halverwege en het gedeelte over de (beweegbare) brug bij afrit Sassenheim. Op de A44 zijn vanaf de kruising met de Schiphollijn geen matrixborden geplaatst en gedeelten zijn onverlicht. De oprit/ afrit bij hectometerpaal 12,3 is vaak druk.
- De A44 wordt tussen Sassenheim en de afrit Kaag geflankeerd door de Schiphollijn. Sinds december 2011 is op deze lijn Station Sassenheim in gebruik genomen. Het station ligt direct aan de snelweg bij Sassenheim. Hiervoor is de oprit bij Sassenheim in de richting Burgerveen veranderd, zodat hier verkeer in twee richtingen richting het station mogelijk is. Bij het station is een grote parkeerplaats aangelegd, zodat reizigers per auto gemakkelijk over kunnen stappen op het spoorwegnet.

## Aantal rijstroken
| Traject                          | Aantal rijstroken | Maximumsnelheid                                           |
| -------------------------------- | ----------------- | --------------------------------------------------------- |
| A44                              |                   |                                                           |
| Knooppunt Burgerveen – Wassenaar | 2×2               | 100 km/h (6–19h) 120 km/h (19–6h) 100 km/h op de Kaagbrug |
| N44                              |                   |                                                           |
| Wassenaar – Den Haag             | 2×2               | 70 km/h                                                   |